# Iwaniwka (rejon kowelski)
Iwaniwka (ukr. Іванівка; hist. Janówka) – wieś na Ukrainie w rejonie kowelskim obwodu wołyńskiego. W 2001 roku liczyła 25 mieszkańców.